# Dernière Danse (chanson de Kyo)
Pour les articles homonymes, voir Dernière danse.
Singles de Kyo
Le Chemin
(2002) Je cours
(2003)
Dernière danse est une chanson de Kyo parue en 2003 dans l'album Le Chemin.
La chanson a été reprise par Zephyr 21 en utilisant l'instrumentale d'une chanson de Sum 41.
En 2023, Kyo fait paraître une nouvelle version de la chanson, chantée en duo avec Cœur de pirate.

## Classement hebdomadaire
| Classement (2003)                       | Meilleure position |
| --------------------------------------- | ------------------ |
| Belgique (Wallonie Ultratip 50)         | 1                  |
| Belgique (Wallonie Ultratop 50 Singles) | 4                  |
| France (SNEP)                           | 6                  |
| Suisse (Schweizer Hitparade)            | 14                 |